# 瓦拉泽
瓦拉泽（義大利語：Varazze），是意大利萨沃纳省的一个市镇。总面积47.97平方公里，人口13732人，人口密度286.3人/平方公里（2009年）。ISTAT代码为009065。